# Philipsburgit
Philipsburgit ist ein selten vorkommendes Mineral aus der Mineralklasse der „Phosphate, Arsenate und Vanadate“ mit der chemischen Zusammensetzung Cu5Zn(AsO4)(PO4)(OH)6·H2O und damit chemisch gesehen ein wasserhaltiges Kupfer-Zink-Arsenat-Phosphat mit zusätzlichen Hydroxidionen.
Philipsburgit kristallisiert im monoklinen Kristallsystem und entwickelt nach der b-Achse gestreckte Kristalle mit leicht gekrümmten Kristallflächen und meißelförmigen Enden von bis zu einem Millimeter Größe. Typischerweise treten diese Kristalle zu rosetten- bis kugelförmigen Mineral-Aggregaten zusammen oder bilden krustige Überzüge auf anderen Mineralen. Die Oberflächen der durchsichtigen bis durchscheinenden und überwiegend leuchtend smaragdgrünen Kristalle weisen einen glasähnlichen Glanz auf. Das Mineral ist idiochromatisch und hinterlässt entsprechend auf der Strichtafel einen hellgrünen Strich.

## Etymologie und Geschichte
Entdeckt wurde das Mineral in der „Black Pine Mine“ etwa 14 km nordöstlich der namensgebenden Stadt Philipsburg im Granite County des US-Bundesstaates Montana. Die Erstbeschreibung erfolgte 1985 durch Donald R. Peacor, Pete J. Dunn, Robert A. Ramik, B. Darko Sturman und Lester G. Zeihen.
Das Typmaterial wird im Royal Ontario Museum in Toronto, Kanada unter der Katalognummer M41000 und National Museum of Natural History in Washington, D.C., USA unter der Katalognummer 161201 aufbewahrt.

## Klassifikation
Da der Philipsburgit erst 1985 als eigenständiges Mineral anerkannt wurde, ist er in der seit 1977 veralteten 8. Auflage der Mineralsystematik nach Strunz noch nicht verzeichnet.
Im zuletzt 2018 überarbeiteten und aktualisierten Lapis-Mineralienverzeichnis nach Stefan Weiß, das sich im Aufbau noch nach dieser alten Form der Systematik von Karl Hugo Strunz richtet, erhielt das Mineral die System- und Mineralnummer VII/D.19-020. In der Lapis-Systematik entspricht dies der Klasse der „Phosphate, Arsenate und Vanadate“ und dort der Abteilung „Wasserhaltige Phosphate, mit fremden Anionen“, wo Philipsburgit zusammen mit Kipushit und Veszelyit eine unbenannte Gruppe mit der Systemnummer VII/D.19 bildet.
Die von der International Mineralogical Association (IMA) bis 2009 aktualisierte 9. Auflage der Strunz’schen Mineralsystematik ordnet den Philipsburgit ebenfalls in die Abteilung der „Phosphate usw. mit zusätzlichen Anionen; mit H2O“ ein. Diese ist allerdings weiter unterteilt nach der relativen Größe der beteiligten Kationen, so dass das Mineral entsprechend seiner Zusammensetzung in der Unterabteilung „Mit kleinen (und gelegentlich größeren) Kationen“ zu finden ist, wo es nur zusammen mit Kipushit die „Kipushitgruppe“ mit der Systemnummer 8.DA.35 bildet.
Auch die vorwiegend im englischen Sprachraum gebräuchliche Systematik der Minerale nach Dana ordnet den Philipsburgit in die Klasse der „Phosphate, Arsenate und Vanadate“ und dort in die Abteilung der „Wasserhaltige Phosphate etc., mit Hydroxyl oder Halogen“ ein. Hier ist er in der „Kipushitgruppe“ mit der Systemnummer 42.02.04 innerhalb der Unterabteilung „Wasserhaltige Phosphate etc., mit Hydroxyl oder Halogen mit (AB)3(XO4)Zq × x(H2O)“ zu finden.

## Chemismus
Die Analyse mithilfe der Elektronenmikrosonde ergab eine durchschnittliche Zusammensetzung 46,3 % CuO, 18,2 % ZnO, 8,7 % P2O5, 16,3 % As2O5 und 9,9 % H2O (Σ= 99,4 %, alle Angaben in Gew.-%). Dies entspricht der empirischen Formel Cu17,18Zn6,60(AsO4)4,19(PO4)3,62(OH)24,13·4,16H2O, was zur chemischen Zusammensetzung (Cu,Zn)6(AsO4,PO4)2(OH)6·H2O idealisiert wurde.

## Kristallstruktur
Philipsburgit kristallisiert isostrukturell mit Kipushit im monoklinen Kristallsystem in der Raumgruppe P21/c (Raumgruppen-Nr. 14) mit den Gitterparametern a = 12,33 Å; b = 9,20 Å; c = 10,69 Å und β = 96,92° sowie 4 Formeleinheiten pro Elementarzelle.

## Eigenschaften
Das Kristallwasser wird beim Erhitzen zwischen 150 und 610 °C ausgetrieben, wobei das Maximum bei 415 °C liegt.

## Bildung und Fundorte

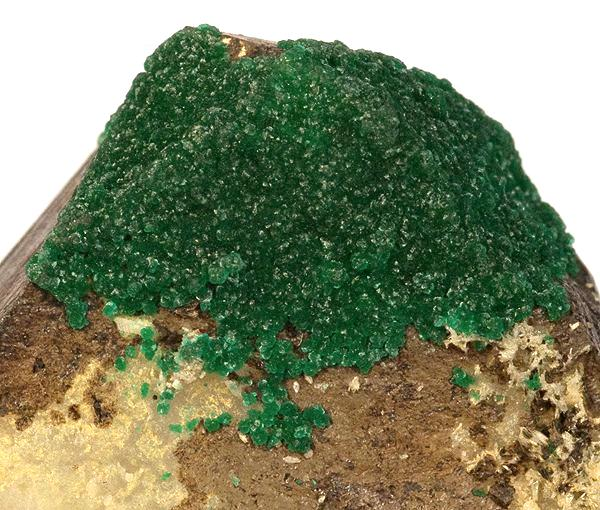
Philipsburgit auf Quarz aus der Black Pine Mine, Flint Creek Valley, John Long Mts, Philipsburg District, Granite County, Montana

Philipsburgit bildet sich sekundär in der Oxidationszone von hydrothermalen Lagerstätten. An seiner Typlokalität, der Black Pine Mine bei Philipsburg im Granite County (Montana), traten als Begleitminerale unter anderem Bayldonit, Chrysokoll, Mimetesit und Quarz auf. Als wichtigste Primärminerale lagen silberhaltiger Tetraedrit, Hübnerit und Pyrit vor. Untergeordnet fanden sich auch Galenit, Sphalerit, Chalkopyrit und gediegen vorkommende Elemente wie Gold, Kupfer und Silber.
Als seltene Mineralbildung konnte Philipsburgit nur an wenigen Fundorten nachgewiesen werden, wobei bisher rund 30 Fundorte (Stand 2019) dokumentiert sind. Neben seiner Typlokalität Black Pine Mine in Montana konnte das Mineral in den Vereinigten Staaten noch in der Silver Coin Mine bei Valmy im Humboldt County von Nevada sowie in der Centennial Eureka Mine bei Eureka, der Mammoth Mine bei Mammoth (beide im Juab County) und der Gold Hill Mine bei Gold Hill im Tooele County von Utah gefunden werden.
In Deutschland fand sich Philipsburgit bisher nur in der Grube Clara bei Oberwolfach, einigen Gruben bei Neubulach und den Gruben St. Ferdinand und Josephs Treu im Tiefenbachtal in Baden-Württemberg; der Grube Friedrichssegen im Rhein-Lahn-Kreis in Rheinland-Pfalz sowie in den Gruben Gottes Geschick und St. Katharina in der Bergbaulandschaft Graul im Sächsischen Erzgebirgskreis.
In Österreich trat Philipsburgit nur im Bergbau Finkenstein am Mallestiger Mittagskogel in Kärnten sowie an der Gratlspitze und im Martinstollen am Weißen Schrofen unterhalb des Larchkopf in Tiroler Inntal auf.
Weitere Fundorte liegen unter anderem in Bulgarien, Chile, Griechenland, Italien, Japan, Namibia, Polen, Spanien, Tschechien und im Vereinigten Königreich.